# Kristian Arentzen
Kristian August Emil Arentzen, född 10 november 1823, död 30 december 1899, var en dansk litteraturhistoriker och är representerad med översättningen av en psalmtext i danska Psalmebog for Kirke og Hjem. 

## Biografi
Arentzen var adjunkt vid Metropolitanskolen i Köpenhamn. Han var också en av de danska litteraturhistoriker, som under åren före 1870 var missnöjda med den härskande efterklangslitteraturen. Hans huvudarbete, Om Baggesen og Oehlenschläger (1870-78) är strikt objektivt hållet, och ansågs länge som materialsamling.
Den psalmtext Arnetzen översatte från tyska, 1846, till danska Jeg er træt og går til ro, är en aftonpsalm diktad 1817 av Luise Hensel och finns även översatt till svenska När jag trött till vila går.

## Utmärkelser
- Riddare av Dannebrogorden,  1879[3]

[Redigera Wikidata]